# The Man with the Iron Fists 2
The Man with the Iron Fists 2 is een Amerikaanse martialarts-actiefilm uit 2015, geregisseerd door Roel Reiné. De film is het vervolg op The Man with the Iron Fists uit 2012 met RZA in de titelrol.

## Verhaal
In China wordt Thaddeus, de ijzeren smid, in de 19e eeuw opgevangen door een paar Chinese mijnwerkers, die zijn wonden behandelen. Eenmaal genezen, bevindt hij zich midden in een nieuw conflict tussen dorpelingen, krijgers en huurlingen.

## Rolverdeling
| Acteur               | Personage                                                           |
| -------------------- | ------------------------------------------------------------------- |
| RZA                  | The Blacksmith / Thaddeus Henry Smith / The Man with the Iron Fists |
| Cary-Hiroyuki Tagawa | The Mayor / Lord Pi                                                 |
| Carl Ng              | Master Ho                                                           |
| Dustin Nguyen        | Li Kung                                                             |
| Eugenia Yuan         | Ah Ni                                                               |
| Pim Bubear           | Innocence                                                           |

## Productie
In januari 2014 kondigde RZA het vervolg aan en zei: "Ik ben net klaar met het schrijven ervan. Ik heb zojuist het nieuwe scenario geschreven en aan een nieuwe regisseur gegeven. Ik denk dat het gaat verdwijnen. Sommige van dezelfde personages zullen terugkomen."
De opnames vonden plaats in Thailand, met name in Chiang Mai en Mae Hong Son.

## Ontvangst
Op Rotten Tomatoes heeft The Man with the Iron Fists 2 een waarde van 51% en een gemiddelde score van 4,80/10, gebaseerd op 86 recensies.